# Oskar Viktorovitch Stark
Pour les articles homonymes, voir Stark.
Ne pas confondre avec son cousin aussi amiral Georgui Karlovitch Stark
 (décembre 2018).
Si vous disposez d'ouvrages ou d'articles de référence ou si vous connaissez des sites web de qualité traitant du thème abordé ici, merci de compléter l'article en donnant les références utiles à sa vérifiabilité et en les liant à la section « Notes et références ».
Oskar Viktorovitch Stark (en russe : Оскар Викторович Старк), né le 16 août 1846 et mort le 13 novembre 1928 à Helsinki, est un amiral, explorateur russe de la baie de Pierre Ier et des mers d'Extrême-Orient.

## Biographie
Oskar Viktorovitch Stark sortit diplômé de l'École du Corps naval des Cadets en 1864. Il effectua de nombreuses expéditions en mer. En 1873, il fut transféré dans la flottille de Sibérie. De 1874 à 1877, il commanda l'Orient, la canonnière Hermine (1878-1886), le Sivoutch (1886-1889), le croiseur Vladimir Monomakh (1891-1892), le cuirassé de défense côtière First (1893-1896).
Du 11 avril 1898 au 7 octobre 1902 Oskar Stark servit dans l'escadre du Pacifique. Le 6 décembre 1902, il fut promu au grade de vice-amiral. Nommé par le vice-roi d'Extrême-Orient Evgueni Ivanovitch Alexeïev, du 1er mai 1898 au 7 octobre 1902, il occupa le poste de commandant de Port-Arthur. Le 7 février 1902 et à titre temporaire remplit les fonctions de commandant de la Flotte du Pacifique (24 février 1904).

## Guerre russo-japonaise
Le 10 décembre 1904, jour où les Japonais lancèrent leur attaque contre la flotte russe ancrée à Port-Arthur, au même moment, le vice-amiral Stark fêtait l'anniversaire de son épouse sur le pont principal du cuirassé Pétropavlovsk (en russe : Петропавловск - de la classe Pétropavlovsk - mise en service 1897 - coulé par une mine japonaise le 31 mars 1904). La foule présente pensa à tort à un feu d'artifice tiré en l'honneur de l'épouse du vice-amiral. Bien qu'il fût placé sous les ordres du vice-roi, Evgueni Ivanovitch Alexeïev, et sa volonté de contre-attaquer les Japonais, Nicolas II le limogea en 1906, puis il démissionna de l'armée.

## Après la guerre
Le 14 janvier 1908, le vice-amiral Stark occupa les fonctions de Président du conseil d'administration des usines d'aciéries et de construction mécanique Oboukhovsky (Обуховский) située à Saint-Pétersbourg et Ijorsky (Ижорский) située à Kolpino près de Saint-Pétersbourg.

## Première Guerre mondiale et guerre civile
Stark fut rappelé au service au début de la première guerre mondiale. Il prit à Vladivostok le commandement de l'escadre russe de Sibérie, les restes de la flotte russe du Pacifique. Il parvint à défendre le port qui resta opérationnel pendant toute la guerre.
Après la révolution, les alliés occupèrent Vladivostok pour protéger la ville des bolchéviques. Stark s'engagea dans le mouvement blanc et resta à Vladivostok jusqu'en octobre 1922 quand il organisa avec sa maigre flotte l'évacuation de 9 000 personnes vers Wonsan en Corée. Il poursuivit ensuite sa route avec une partie de son escadre vers Shanghai puis la baie de Manille où l'escadre fut dissoute. Le drapeau à la croix de Saint-André fut ramené pour la dernière fois dans le Pacifique le 15 janvier 1923.
Stark émigra et mourut en Finlande à Helsinki.

## Distinctions
- 1904 : Ordre de Saint-Vladimir (deuxième classe)

### Sources
- (ru)/(en) Cet article est partiellement ou en totalité issu des articles intitulés en russe « Старк, Оскар Викторович » (voir la liste des auteurs) et en anglais « Oskar Ludwig Stark » (voir la liste des auteurs).